# Columbia (Califórnia)
Columbia é uma Região censo-designada localizada no estado americano da Califórnia, no Condado de Tuolumne.

## Demografia
Segundo o censo americano de 2000, a sua população era de 2405 habitantes.

## Geografia
De acordo com o United States Census Bureau tem uma área de 16,0 km², dos quais 16,0 km² cobertos por terra e 0,0 km² cobertos por água. Columbia localiza-se a aproximadamente 631 m acima do nível do mar.

## Localidades na vizinhança
O diagrama seguinte representa as localidades num raio de 16 km ao redor de Columbia.